# Hendrick's

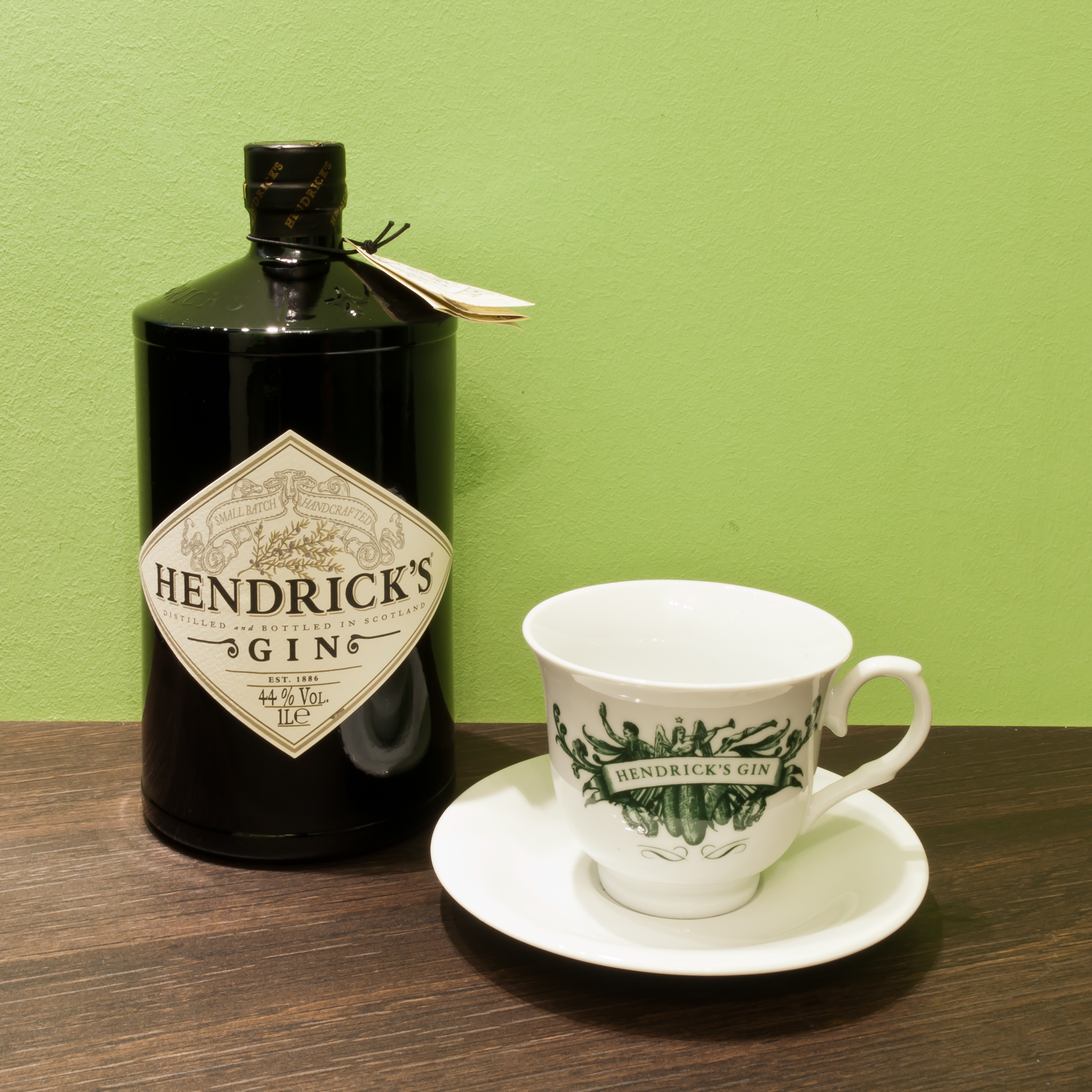
Una botella de ginebra Hendrick con una taza de té de la misma marca

Hendrick´s es una marca de ginebra producida por William Grant & Sons en Girvan, Escocia. Además de la tradicional infusión de enebro, Hendrick's utiliza rosa damascena y pepino para añadir sabor. La ginebraa Hendrick´s se embotella en una botella marrón oscuro de estilo farmacéutico.

## Destilación
Hendrick's utiliza una mezcla de bebidas espirituosas obtenidas a partir de un alambique Carter-Head construido en 1948, de los cuales hay sólo un número pequeño en el mundo, y un alambique Bennett, construido originalmente en 1860 por Bennett, Sons & Shears. Ambos han sido restaurados a fin de funcionar después de ser comprados en una subasta en 1960 por el actual presidente, Charles Gordon.
Hendrick’s Gin, fue doble medalla de Oro en el Concurso Internacional de Espirituosos de San Francisco en el 2004.
En 2016 es premiada con el Ondas a mejor cuña publicitaria gracias a su campaña de No es no